# پاهیر ایشان
پاهیر ایشان بنیانگذار یکی از سلسلهٔ شاهی در عیلام و پدربزرگ اونتاش گال (۱۲۷۵-۱۲۴۰ پیش از میلاد) بنیانگذار چغازنبیل بود.